# Zack Stortini
Zachery "Zack" Stortini, född 11 september 1985 i Elliot Lake, Ontario, är en kanadensisk professionell ishockeyspelare som spelar för Charlotte Checkers i AHL.
Han har tidigare spelat på NHL-nivå för Edmonton Oilers och Nashville Predators och på lägre nivåer för San Jose Barracuda, Binghamton Senators, Lehigh Valley Phantoms, Norfolk Admirals, Hamilton Bulldogs, Milwaukee Admirals, Oklahoma City Barons, Springfield Falcons, Iowa Stars och Toronto Roadrunners i AHL och Sudbury Wolves i OHL.
Stortini valdes i tredje rundan som 94:e spelare totalt i NHL-draften 2003. Han var tidigare lagkapten för Sudbury Wolves för vilka han tillbringade hela sin OHL-karriär.
Stortini är främst känd för sitt fysiska spel som ofta leder till många utvisningsminuter.

## Statistik
| 2000–2001  | Newmarket Hurricane 87's | OPJHL      | 34  | 3  | 10 | 13  | 68   | —  | — | — | —  | —  |
| 2001–2002  | Sudbury Wolves           | OHL        | 65  | 8  | 6  | 14  | 187  | 5  | 1 | 0 | 1  | 24 |
| 2002–2003  | Sudbury Wolves           | OHL        | 62  | 13 | 16 | 29  | 222  | —  | — | — | —  | —  |
| 2003–2004  | Sudbury Wolves           | OHL        | 62  | 21 | 16 | 37  | 151  | 7  | 1 | 1 | 2  | 14 |
|            | Toronto Roadrunners      | AHL        | 2   | 0  | 0  | 0   | 7    | 3  | 0 | 0 | 0  | 4  |
| 2004–2005  | Sudbury Wolves           | OHL        | 58  | 13 | 27 | 40  | 186  | 12 | 2 | 5 | 7  | 27 |
| 2005–2006  | Iowa Stars               | AHL        | 27  | 2  | 1  | 3   | 108  | —  | — | — | —  | —  |
|            | Milwaukee Admirals       | AHL        | 37  | 0  | 7  | 7   | 153  | —  | — | — | —  | —  |
| 2006–2007  | Edmonton Oilers          | NHL        | 29  | 1  | 0  | 1   | 105  | —  | — | — | —  | —  |
|            | Hamilton Bulldogs        | AHL        | 47  | 9  | 6  | 15  | 195  | 22 | 3 | 0 | 3  | 56 |
| 2007–2008  | Edmonton Oilers          | NHL        | 66  | 3  | 6  | 9   | 201  | —  | — | — | —  | —  |
|            | Springfield Falcons      | AHL        | 4   | 3  | 2  | 5   | 21   | —  | — | — | —  | —  |
| 2008–2009  | Edmonton Oilers          | NHL        | 52  | 6  | 5  | 11  | 181  | —  | — | — | —  | —  |
| 2009–2010  | Edmonton Oilers          | NHL        | 77  | 4  | 9  | 13  | 155  | —  | — | — | —  | —  |
| 2010–2011  | Edmonton Oilers          | NHL        | 32  | 0  | 4  | 4   | 76   | —  | — | — | —  | —  |
|            | Oklahoma City barons     | AHL        | 29  | 1  | 2  | 3   | 53   | 5  | 1 | 0 | 1  | 6  |
| 2011–2012  | Nashville Predators      | NHL        | 1   | 0  | 0  | 0   | 0    | 2  | 0 | 1 | 1  | 0  |
|            | Milwaukee Admirals       | AHL        | 74  | 9  | 6  | 15  | 146  | 3  | 0 | 1 | 1  | 2  |
| 2012–2013  | Hamilton Bulldogs        | AHL        | 73  | 2  | 4  | 6   | 241  | —  | — | — | —  | —  |
| 2013–2014  | Norfolk Admirals         | AHL        | 73  | 4  | 5  | 9   | 299  | 9  | 0 | 2 | 2  | 4  |
| NHL totalt | NHL totalt               | NHL totalt | 257 | 14 | 27 | 41  | 725  | —  | — | — | —  | —  |
| AHL totalt | AHL totalt               | AHL totalt | 366 | 30 | 33 | 63  | 1223 | 59 | 6 | 3 | 9  | 91 |
| OHL totalt | OHL totalt               | OHL totalt | 247 | 55 | 65 | 120 | 746  | 24 | 4 | 6 | 10 | 65 |